# Szachi (przystanek kolejowy)
Szachi (biał. Шахі; ros. Шахи) – przystanek kolejowy w pobliżu miejscowości Szachi, w rejonie łozieńskim, w obwodzie witebskim, na Białorusi. Położony jest na linii Smoleńsk - Witebsk.